# Profundulus portillorum
Profundulus portillorum is een straalvinnige vissensoort uit de familie van de Midden-Amerikaanse killivisjes (Profundulidae). De wetenschappelijke naam van de soort is voor het eerst geldig gepubliceerd in 2010 door Matamoros & Schaefer.